# Tosarhombus octoculatus
Tosarhombus octoculatus är en fiskart som beskrevs av Amaoka, 1969. Tosarhombus octoculatus ingår i släktet Tosarhombus och familjen tungevarsfiskar. Inga underarter finns listade i Catalogue of Life.